# Damenphilosophie
Die Damenphilosophie ist eine Form populärwissenschaftlichen Schreibens insbesondere im Zeitalter der Aufklärung. Sie wendet sich an ein adliges, später zunehmend bürgerliches Publikum.
Damenphilosophische Texte vermitteln etablierte Philosophiemodelle an Nichtgelehrte. Dabei konzentrieren sie sich inhaltlich häufig auf Themen der praktischen Philosophie wie die Morallehre. Formal tendieren sie zu Dialog- oder Briefform. Sie sind allgemein verständlich und in deutscher Sprache geschrieben. Frauen sind immer Adressatinnen, höchstwahrscheinlich Leserinnen und selten Autorinnen damenphilosophischer Texte.

## Begriffsgeschichte
Der Begriff „Damenphilosophie“ wird im 18. und 19. Jahrhundert sporadisch und nicht fachwissenschaftlich verwendet. Er steht in einer Reihe mit „Philosophie für Damen“, „Damenwissenschaften“, „Damenmoral“, „Frauenzimmer-Moral“, „Mädchen-Philosophie“. Als Fachbegriff etabliert wurde ‚Damenphilosophie‘ erst in der aktuellen philosophiegeschichtlichen Forschung. Werner Schneiders führte ihn in die Diskussion ein (Zwischen Welt und Weisheit, 1983; Das philosophische Frauenzimmer, 1991).

## Begriffsreflexion
„Damenphilosophie“ ist als wissenschaftlicher Terminus umstritten. Das liegt unter anderem daran, dass der Begriff gegenwärtig anders konnotiert ist als im 18. Jahrhundert. Heute steht er in semantischer Nähe zu Nominalfügungen wie „Damenkränzchen“, „Damenfußball“ und wird dadurch oft unreflektiert mit Unprofessionalität und Freizeitvergnügen assoziiert.
Eine sprachgeschichtliche Begriffsreflexion führt jedoch weiter. „Dame“ als Bezeichnung für Frau verwies bis zum 18. Jahrhundert auf einen aristokratischen Kontext. Daher ist der Begriff „Damenphilosophie“ durchaus treffend. Die so bezeichnete populärwissenschaftliche Literatur entstand im Kontext höfisch-galanter Literatur und aristokratischer Geselligkeit. Von dort aus eroberte sie bürgerliches Terrain. Der Begriff „Damenphilosophie“ ist nicht im eigentlichen Sinne anwendbar für andere Konstellationen, in denen Frauen und Philosophie zusammenkommen. Er ist abzugrenzen von
- Philosophie von und für Frauen generell
- der Geschichte weiblichen Philosophierens
- feministischer Philosophie
- philosophischer Frauen- und Geschlechterforschung.

## Definition und Systematisierung
Werner Schneiders unterscheidet in einer flüchtigen Skizze
- eine formale, das heißt an Frauen von Stand adressierte Damenphilosophie im weiten Sinn
- eine inhaltliche, das heißt für Frauen konzipierte, an ihren angeblichen oder wirklichen Interessen orientierte Damenphilosophie im engeren Sinn
- eine von Frauen geschriebene Damenphilosophie im engsten Sinn und
- eine von Frauen für Frauen geschriebene Damenphilosophie im allerengsten Sinn.

Schneiders Schema wird von ihm nicht weiter ausgeführt; es besitzt keinen theoretischen Anspruch und lässt Fragen offen (warum gehört beispielsweise das Attribut „für Frauen geschrieben“ nur zur Damenphilosophie im allerengsten Sinn?).
Eine präzisere Systematisierung der Damenphilosophie existiert nicht. Sie ließe sich mit einem gendertheoretischen Kommunikationsmodell erreichen. Aspekte dieses Modells wären: Geschlechtszugehörigkeit des Senders (Autor), Geschlechtsspezifik der Botschaft (Textinhalt), Geschlechtszugehörigkeit des intendierten Empfängers (Adressat) und des faktischen Empfängers (Rezipient). Notwendiges Kriterium einer damenphilosophischen Schrift wäre dabei einzig die Zugehörigkeit des Adressaten zum weiblichen Geschlecht.
Die Damenphilosophie steht in zwei Kontexten.
Kontext 1: Wissen und Popularisierung
Aufklärung im 18. Jahrhundert bedeutet
- zunehmende Alphabetisierung
- Leseförderung
- Ausdifferenzierung der Wissenschaften
- Entfaltung des Medienspektrums
- Vermittlung von Wissen an Nichtgelehrte.

Christian Thomasius gilt als Pionier aufklärerischer Wissenspopularisierung. Seine Schrift Einleitung zu der Vernunfft-Lehre (1691) richtet sich im Untertitel ausdrücklich an Menschen „waserley Standes oder Geschlechts“. Einige deutsche Aufklärer des 18. Jahrhunderts verfassten zahlreiche weitere populärwissenschaftliche Texte. Popularphilosophen wie Christian Garve, Moses Mendelssohn und Johann Jacob Engel verbreiteten anerkannte philosophische Lehren. Ihre Distanz zur Schulphilosophie zeigt sich formal und inhaltlich: Sie schreiben deutsch, allgemeinverständlich und häufig in Dialog- oder Briefform. Ihre Texte thematisieren Anwendbarkeit und Nutzen philosophischer Konzepte, Moral und Lebenshilfe.
Die Damenphilosophie lässt sich dieser Popularphilosophie zuordnen. Ihr Spezifikum ist der Adressatinnenbezug.
Kontext 2: Wissen und Geschlecht
Alphabetisierung, Leseförderung, Wissensvermittlung: Frauen hatten an diesen aufklärerischen Prozessen nur eingeschränkt teil. Mädchenbildung war noch längst nicht selbstverständlich. Zur Universität wurden Frauen nur ausnahmsweise zugelassen. Weiblicher Autorschaft begegnete man mit hartnäckiger Skepsis.
Dennoch diskutierte das 18. Jahrhundert engagiert über weibliche Bildung. Bildung meinte dabei immer auch philosophische Bildung: Die Philosophie, damals häufig als „Weltweisheit“ bezeichnet, umfasste ein weites Spektrum des Wissens von Welt und Mensch, von Natur und Geist.
Es entstanden Lehrbücher, Zeitschriften, Leselisten und Lexika für Frauen. Diese Medien wiesen Frauen ein Spezialwissen zu. Jenes Wissen entsprach der zunehmend als „natürlich“ gedachten, eigentlich aber gesellschaftlich vorgegebenen „Bestimmung“ der Frau zur Gattin, Hausfrau und Mutter.
Ein solcher geschlechtsspezifischer Wissenstransfer findet auch in damenphilosophischen Texten statt. Die Forschung beurteilt ihn zwiespältig: Einerseits konnten Frauen erstmals selbstständig auf Wissen zugreifen. Andererseits wurde es kontrolliert und eingeschränkt. Indem Frauen nur spezielle weibliche Kenntnisse erwerben sollten, wurden sie vom männlich geprägten, allgemeinen Wissen ausgeschlossen.
Autoren und Schriften
Die Anfänge der Damenphilosophie liegen nicht in Deutschland.
In Frankreich diskutierte man bereits im 17. Jahrhundert über die Philosophiefähigkeit der Frau (François Poullain de la Barre: De l’éducation des dames pour la conduite de l’esprit dans des sciences et dans les moeurs, 1674; Armand de Gérard: La philosophie des gens de cour, 1680). Dort entstand auch das erste und zugleich bekannteste Werk des damenphilosophischen Kanons:
- Bernard le Bovier de Fontenelle: Entretiens sur la pluralité des mondes (1686)

In einem erotisch-galanten, unterhaltsamen Gespräch unter dem Sternenhimmel erklärt ein Ich-Erzähler einer adligen Dame das cartesianisch-kopernikanische Weltbild. Fontenelles Entretiens wurde oft übersetzt und breit rezipiert. In England verbreiteten Frauenzeitschriften wie Lady’s Journal (1693 ff.) und Ladies Diary (1704 ff.) philosophische und andere wissenschaftliche Themen. Das erste deutsche Philosophielehrbuch für Frauen erschien unter dem Pseudonym Clisander 1720 in Leipzig: Die Einleitung zu der Welt-Weißheit oder Philosophie eines galanten Frauenzimmers wird der Thomasius-Schule zugerechnet. Kurz darauf belehrt ein M.F.C.B. Studenten und Frauen über Erste und vornehmste Gründe der Welt-Weißheit (1724). Das Buch wurde 1730 übersetzt von Antioch Kantemir in Russisch, aber erst 1740 herausgegeben.
Größere Bekanntheit als diese deutschen Lehrbücher erlangte eine italienische Damenphilosophie:
- Francesco Algarotti: Il Newtonianismo per le dame (1737, dt. Übs. 1745)

Nach Fontenelles Vorbild schrieb der italienische Gelehrte und Hofmann Francesco Algarotti einen ‚Newton für Damen‘. Der Dialog popularisiert Newtons Optik und Mechanik. Er wurde europaweit berühmt und vielfach übersetzt.
Die Damenphilosophie etablierte sich in Deutschland vor allem per Kulturtransfer. Übersetzungen zu Fontenelle und Algarotti erschienen. Nach dem englischen Vorbild der ‚moral weeklies‘ entstanden Zeitschriften; sie wandten sich gezielt an Leserinnen und popularisierten philosophische Themen. In ‚Frauenzimmer-Bibliotheken‘ empfahlen sie Bücher zur philosophischen Weiterbildung.
Johann Christoph Gottsched spielt hier eine zentrale Rolle. Er gab die erste deutschsprachige Moralische Wochenschrift heraus (Die Vernünftigen Tadlerinnen, 1725/26). Seine Gespräche von mehr als einer Welt (1726) sind nicht die erste, aber die wirkungsmächtigste Fontenelle-Übersetzung.
Die führende philosophische Schule in der ersten Hälfte des 18. Jahrhunderts war der Rationalismus Wolff’scher Prägung. Das spiegelt die Damenphilosophie wider.
- Samuel Heinrich Formey: La belle Wolfienne (1741–1753)
Der aus Frankreich stammende Berliner Philosoph Samuel Heinrich Formey verfasste einen sechsbändigen Roman zu Christian Wolffs philosophischen Lehren, übersetzt als Die Schöne Wolfianerin (1741/42).
- Johanna Charlotte Unzer: Grundriß einer Weltweisheit für das Frauenzimmer (1751, 2. erw. Aufl. 1767)
Die bekannteste deutsche Damenphilosophie verdankt ihr Renommee dem Geschlecht der Verfasserin. Johanna Charlotte Unzer präsentiert eine wenig originelle Aufbereitung gängiger Philosophie, vor allem Leibniz-Wolff’scher Lehren. Dabei pflegt sie einen heiteren Plauderton und verwahrt sich vor echter Gelehrtheit.
- Leonhard Euler: Lettres à une Princesse d’Allemagne (1768)
Der Schweizer Mathematiker Leonhard Euler, der viele Jahre in St. Petersburg und Berlin wirkte, richtet seine französische Schrift an eine Nichte Friedrichs des Großen. In Briefform vermittelt er Grundkenntnisse der Physik, Mathematik, Astronomie, Theologie und Philosophie. 1769–1773 erschien die Übersetzung Briefe an eine deutsche Prinzessin über verschiedene Gegenstände aus der Physik und Philosophie.
- Philippine von Knigge: Versuch einer Logic für Frauenzimmer (1789)
Ein weiteres damenphilosophisches Werk stammt von der Tochter des Freiherrn Adolph von Knigge. Laut Vorrede handelt es sich um eine Niederschrift väterlicher Lehren. Philippine von Knigges Ziel ist eine anwendungsbezogene „Ordnung der weiblichen Begriffe“ (Jauch, S. 110).
- Im gleichen Jahr erschien noch eine freie Übersetzung aus dem Französischen in Form eines Briefs an eine Dame: Friedrich Eberhard von Rochow: Eine kleine Logik oder Vernunft-Anwendungs-Lehre (1789). Generell verlor die Damenphilosophie jedoch spätestens mit dem Jahrhundertende an Bedeutung, auch wenn sich noch im 19. Jahrhundert folgende Titel finden lassen: Philosophie für Damen (Schiller, 1803); Brief an eine Dame über die Hegelsche Philosophie (Karl Wilhelm Ernst Mager, 1837).

### Subversives Philosophieren oder Metaphysik im Kleinformat
Ursula Pia Jauchs Buch Damenphilosophie & Männermoral (1990) machte den Begriff ‚Damenphilosophie‘ bekannt. Jauch bezeichnet damit eine Philosophie für „das ungelehrte Frauenzimmer“, „ohne Anspruch auf ein klassisch-philosophisches Gütesiegel“ (S. 19) zu erheben. Ihre These: Damenphilosophie dekonstruiert die althergebrachte Schulmetaphysik. Es gelingt Jauch allerdings nicht, dieses subversive Potential der Damenphilosophie nachzuweisen. Im Widerspruch dazu steht außerdem ihre eigene ironische Abwertung der Damenphilosophie als „in kleine, leicht nachvollziehbare, hübsche Lernschrittchen aufteilbare Metaphysikchen und Logikchen“ (S. 109).